# Stazione di Fontanafredda
Stazione di Fontanafredda vasútállomás Olaszországban, Fontanafredda településen.

## Vasútvonalak
Az állomást az alábbi vasútvonalak érintik:
- Velence–Udine-vasútvonal

## Kapcsolódó állomások
A vasútállomáshoz az alábbi állomások vannak a legközelebb:
- Stazione di Pordenone (Stazione di Udine)
- Stazione di Sacile (Stazione di Venezia Santa Lucia)